# Petrovice (Słowacja)
Petrovice (węg. Trencsénpéteri, do 1899 Petrovic) – wieś i gmina (obec) w powiecie Bytča, kraju żylińskim, w północnej Słowacji. Pierwsza pisemna wzmianka o wsi pochodzi z 1312 roku. W 1960 roku do Petrovic przyłączono sąsiedni Setechov.
Petrovice położone są w Jawornikach w dolinie potoku Petrovička.

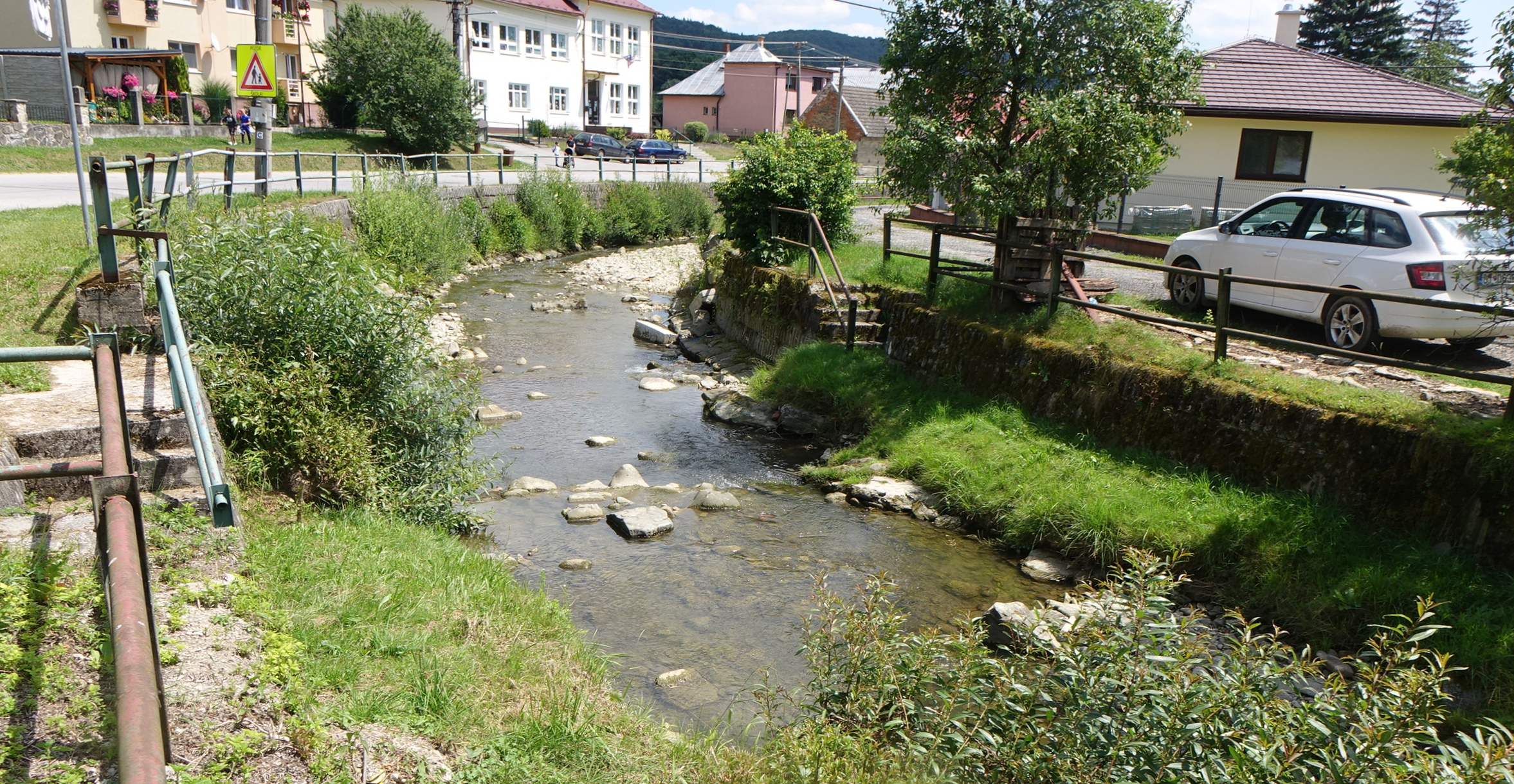
Fragment wsi
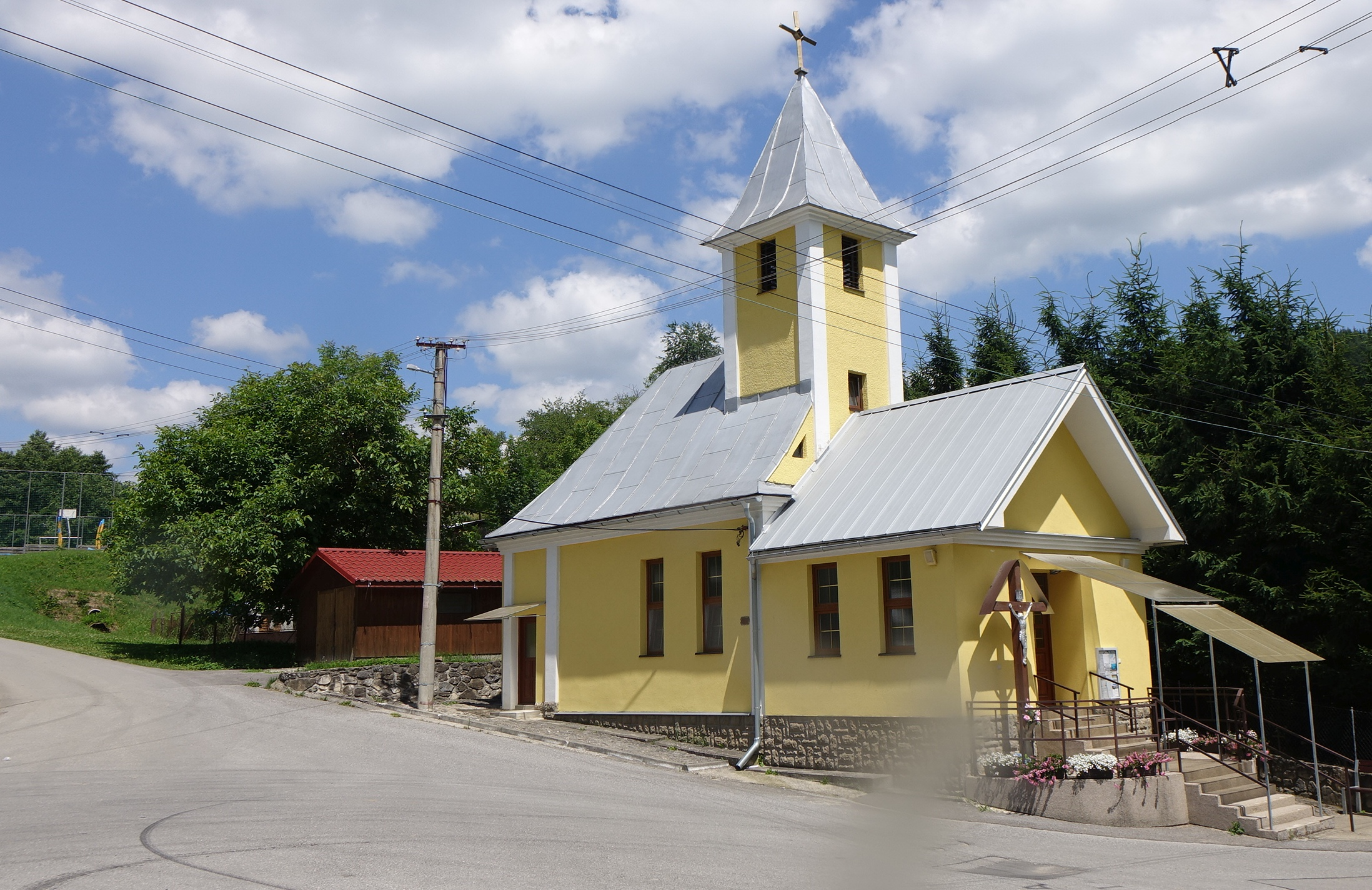
Kaplica w Setechov
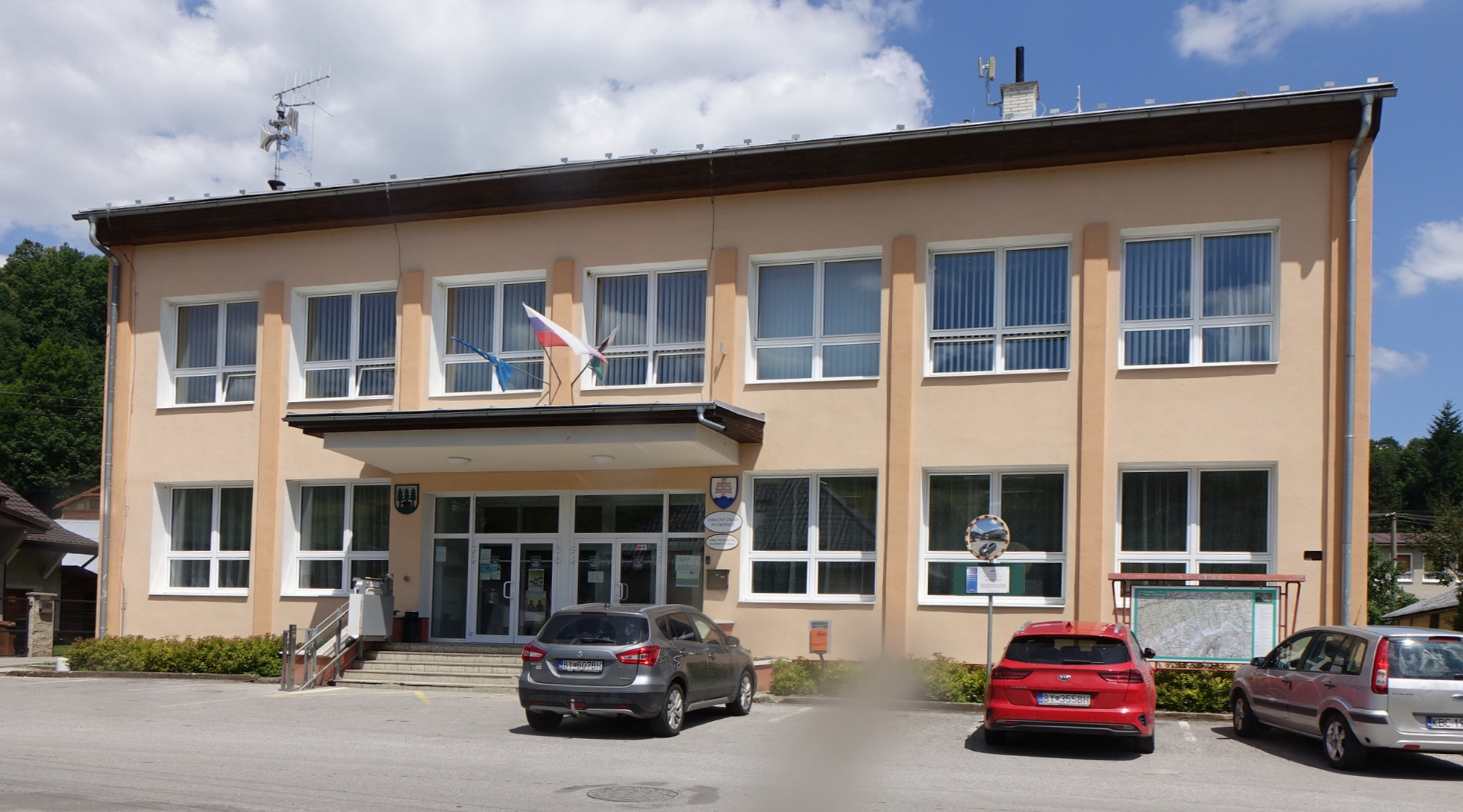
Szkoła